# Luis de Borbón-Soissons
Luis de Borbón-Soissons (París, 1 de mayo de 1604 - Sedán, 6 de julio de 1641), fue conde de Soissons y príncipe de Francia. Luis era hijo de Carlos de Borbón, conde de Soissons y de Ana de Montafia, Señora de Lucé. Fue primo segundo de Luis XIII de Francia.

## Biografía
Nacido en París, fue nombrado gobernador del Delfinado en 1612, cargo heredado a la muerte de su padre, y posteriormente de la provincia de Champaña (1631). Alrededor de 1612, fue nombrado Gran Maître de Francia, el jefe de la casa real.
LLevó a cabo una conspiración con su primo Gastón de Orleans, (futuro esposo de la duquesa de Montpensier y hermano menor de Luis XIII), y Claudio de Bourdeille, conde de Montrésor, con la intención de asesinar al Cardenal Richelieu y deponer al rey, pero el complot resultó fallido (1636). La madre del rey, María de Médici, había tratado así en numerosas ocasiones de eliminar al Cardenal y deponer al rey en favor de su hijo menor Gastón. Por ello, fue puesta bajo arresto domiciliario de por vida.
Refugiándose en Sedán con Federico de La Tour d'Auvergne, duque de Bouillon (príncipe del principado independiente de Sedán), conspiró de nuevo contra Richelieu, a la vez que el duque de Bouillon obtenía el apoyo militar de España. Un ejército real francés al mando de Gaspar de Coligny, Mariscal de Châtillon, fue enviado a Sedán, pero Coligny fue derrotado en la Batalla de La Marfée a las afueras de Sedán, el 6 de julio de 1641. El conde de Soissons, sin embargo, fue asesinado después de la batalla. Según algunas fuentes, el conde murió por accidente mientras levanta la visera de su casco con una pistola cargada, pegándose un tiro en la cabeza.
Fue sepultado en la tumba familiar de los Soissons, en la provincia francesa de Normandía. El Condado de Soissons pasó a su única hermana sobreviviente María de Borbón-Soissons, princesa de Carignano, por su matrimonio con Tomás Francisco de Saboya-Carignano, un famoso general.

## Descendencia
Sin heredero legítimo, la rama de Soissons llegaría a su fin. Sin embargo, él tuvo un hijo natural con Isabel de Hayes:
- Luis Enrique de Borbón-Soissons (1640-1703), príncipe de Neuchâtel y de Valangin, conde de Dunois y de Noyers. En 1694 se casó con Angélica de Montmorency-Luxembourg (1666-1736), hija de Francisco Enrique de Montmorency, mariscal de Francia.

| Predecesor: Carlos de Soissons | Conde de Soissons 1612 – 1641 | Sucesor: María de Soissons |
| Predecesor: Carlos de Soissons | Conde de Dreux 1612 – 1641    | Sucesor: María de Soissons |

- Datos: Q1334778
- Multimedia: Louis, Count of Soissons / Q1334778